# Leptophyllopsis
Leptophyllopsis är ett släkte av bladmossor. Leptophyllopsis ingår i familjen Lophocoleaceae.
Kladogram enligt Catalogue of Life:
| Leptophyllopsis | \| \| Leptophyllopsis irregularis \| \| \| \| \| \| Leptophyllopsis laxa \| \| \| \| |
|                 | \| \| Leptophyllopsis irregularis \| \| \| \| \| \| Leptophyllopsis laxa \| \| \| \| |
|                 | Amphilophocolea                                                                      |
|                 |                                                                                      |
|                 | blekmossor                                                                           |
|                 |                                                                                      |
|                 | Clasmatocolea                                                                        |
|                 |                                                                                      |
|                 | Conoscyphus                                                                          |
|                 |                                                                                      |
|                 | Cyanolophocolea                                                                      |
|                 |                                                                                      |
|                 | Evansianthus                                                                         |
|                 |                                                                                      |
|                 | Hepatostolonophora                                                                   |
|                 |                                                                                      |
|                 | Heteroscyphus                                                                        |
|                 |                                                                                      |
|                 | Lamellocolea                                                                         |
|                 |                                                                                      |
|                 | Leptoscyphopsis                                                                      |
|                 |                                                                                      |
|                 | Leptoscyphus                                                                         |
|                 |                                                                                      |
|                 | Perdusenia                                                                           |
|                 |                                                                                      |
|                 | Physotheca                                                                           |
|                 |                                                                                      |
|                 | Pigafettoa                                                                           |
|                 |                                                                                      |
|                 | Platycaulis                                                                          |
|                 |                                                                                      |
|                 | Stolonivector                                                                        |
|                 |                                                                                      |
|                 | Leptophyllopsis irregularis                                                          |
|                 |                                                                                      |
|                 | Leptophyllopsis laxa                                                                 |
|                 |                                                                                      |

|  | Leptophyllopsis irregularis |
|  |                             |
|  | Leptophyllopsis laxa        |
|  |                             |